# Henk Groot
Hendrik "Henk" Groot, född 22 april 1938 i Zaandijk i Noord-Holland, död 11 maj 2022 i Zaandam i Noord-Holland, var en nederländsk fotbollsspelare (anfallare). Mellan 1960 och 1969 spelade han 39 landskamper och gjorde 12 mål för det nederländska landslaget.
Groot debuterade i Ajax 1959 och kom att spela 225 ligamatcher och göra 162 mål för klubben innan han avslutade sin spelarkarriär 1969. Förutom två säsonger spelade han hela sin karriär i Ajax, men 1963-1965 spelade han i Feyenoord. Han vann skytteligan i den nederländska ligan vid två tillfällen: 1959-1960 gjorde han 38 mål och 1960-1961 med 41 mål. Groot vann ligan vid fem tillfällen (fyra gånger med Ajax och en gång med Feyenoord) samt cupen tre gånger (två gånger med Ajax och en med Feyenoord).